# Oscar López Goldaracena
Oscar Adolfo López Goldaracena (Montevideo, 26 de agosto de 1959) es un abogado especialista en Derechos Humanos y Derecho Económico, novelista y político uruguayo. 
En el terreno jurídico es especialmente destacable su desempeño como activista, conferencista, articulista e investigador en temas vinculados a los Derechos Humanos y Derecho Internacional. En particular, tuvo a su cargo la  elaboración y redacción del Ante-Proyecto de Ley sobre Crímenes Internacionales e Implementación del Estatuto de Roma, en 2005, por encargo del Ministerio de Educación y Cultura. Más tarde, encabezó la comisión encargada de elaborar el proyecto plebiscitado en octubre de 2009 para la reforma constitucional y anulación de la Ley de Caducidad de la Pretensión Punitiva del Estado.

## Biografía
Durante los años 1978 y 1979 cursó Licenciatura en Historia en la Facultad de Humanidades y Ciencias de la Educación de la Universidad de la República. Poco  después, ingresó a la Facultad de Derecho y Ciencias Sociales de la misma Universidad donde, en enero de 1982, recibió el título de procurador y, en febrero de 1984, se recibió de doctor en Derecho y Ciencias Sociales.
Se casó en 1983 con Beatriz Cabral Mai, también abogada, y posteriormente tuvo dos hijos: Ignacio y Rocío.

### Actuación como jurista
En este ámbito, López Goldaracena ha escrito diversos libros y artículos en revistas y periódicos, ha ejercido como docente y dictado conferencias en variadas oportunidades. Asimismo, es consultor de varias ONGs vinculadas a la temática de derechos humanos y ha tenido a su cargo la redacción de varios proyectos y anteproyectos en este sentido.
En el año 1985, fue miembro de la Comisión Nacional de Ética Médica, integrada por abogados y médicos, cuyo principal cometido era instruir las denuncias que se presentaran contra médicos que hubiesen incurrido en violaciones éticas de su profesión durante la dictadura cívico-militar en Uruguay. Ese mismo año fue fundador del primer Consejo Directivo de la Asociación Americana de Juristas (Uruguay), el cual integró hasta el año siguiente. Por otra parte, fue miembro de la Comisión de Derechos Humanos del Colegio de Abogados del Uruguay desde 1985 hasta 1987.
En 1986 publicó el libro Derecho Internacional y Crímenes contra la Humanidad, obra que constituyó el primer aporte de la doctrina jurídica  uruguaya en la extensión del concepto de «Crimen contra la Humanidad» a las violaciones sistemáticas de los derechos humanos por parte de las dictaduras militares de Latinoamérica.
Entre 1986 y 1987 se desempeñó como Profesor Asistente en Teoría General de las Relaciones Internacionales para la Facultad de Derecho y Ciencias Sociales (UdelaR).
En 1993 fue elegido presidente del Instituto de Estudios Legales y  Sociales del Uruguay y director de la Caja de Auxilio de Instituciones Financieras; abandonó el primero de los cargos al año siguiente, y se mantuvo en el segundo -con una pequeña interrupción- hasta 1997. Durante ese período escribió dos libros: Deuda Externa - Análisis Jurídico. Los Préstamos Sindicados, en el cual cubre el problema de la deuda externa latinoamericana desde las diversas ramas del Derecho, y Secreto Bancario en el Uruguay, obra escrita en colaboración.
Entre 1995 y 2005 integró las Unidades de Programa de Relaciones Internacionales y Derechos Humanos del Frente Amplio y, en 2005, por encargo del Ministerio de Educación y Cultura, redactó un Ante-Proyecto de Ley sobre Crímenes Internacionales e Implementación del Estatuto de Roma, el cual fue presentado al Senado en noviembre de 2005 y convertido en Ley en septiembre de 2006. Asimismo, fue asesor en derechos humanos del Ministerio de Relaciones Exteriores de Uruguay e integró la Comisión Nacional de Derecho Internacional Humanitario entre agosto de 2005 y febrero de 2006.
En el año 2007 participó en la formación de la Coordinadora Nacional por la Nulidad de la Ley de Caducidad, integrada por organizaciones sociales, políticas y ciudadanos independientes con el fin de conseguir la anulación de la Ley de Caducidad de la Pretensión Punitiva del Estado. Asimismo, encabezó la comisión de juristas encargada de redactar el texto de la reforma constitucional para anular dicha ley. Por su parte, la  Coordinadora utilizó algunas páginas de su obra con fines informativos, como es el caso de la reproducción de las páginas 65 a 84 de la edición ampliada para  SERPAJ en 2006 de Derecho Internacional y Crímenes contra la Humanidad.
Ese mismo año, Crysol (organización de ex presos políticos) encomendó a López Goldaracena la elaboración de un proyecto de ley de reparación integral para las víctimas del terrorismo de Estado. El anteproyecto fue debatido y presentado como propuesta legislativa. Junto a esta iniciativa, y en este marco, escribe el libro Derecho a la Reparación Integral de Violaciones a los Derechos Humanos. Terrorismo de Estado.

### Actuación como novelista
En el año 2003, López Goldaracena publicó, en colaboración con sus hijos, dos novelas infantiles: «El tesoro del Gran Peluca» - Aventuras del Pececito  Andrés y sus amigos y «La Caverna Mahuida» - Aventuras del Pececito  Andrés y sus amigos. Ambas fueron declaradas de «Interés Cultural» por el Ministerio de Educación y Cultura y de «Interés Cultural Departamental» por la Intendencia Municipal de Rocha, así como de «Interés Escolar» por parte del Consejo de Educación Primaria. Estas novelas tratan temas como el cuidado del ecosistema, la fauna marina y algunos principios del desarrollo sostenible.

### Actuación como político partidario
En las elecciones nacionales de 2009 integró la segunda candidatura al Senado por Democracia Avanzada y otros sectores aliados (entre ellos la Corriente Independiente por los Derechos Humanos que él preside), encabezados por el ingeniero agrónomo Eduardo Lorier para la fuerza política Frente Amplio, sin llegar a obtener los votos necesarios para obtener la banca parlamentaria. No obstante lo cual ha actuado como senador suplente en varias ocasiones; durante el mes de abril hizo sentir su voz opositora a las consecuencias del proyecto Aratirí.

## Libros publicados
- Derecho Internacional y Crímenes contra la Humanidad (1986)
- Deuda Externa - Análisis Jurídico. Los Préstamos Sindicados (1994)
- Secreto Bancario en el Uruguay (1995, en colaboración)
- «El Tesoro del Gran Peluca» - Aventuras del Pececito Andrés y sus amigos (2003, en colaboración)
- «La Caverna Mahuida» - Aventuras del Pececito Andrés y sus amigos (2003, en colaboración)
- Los Derechos Humanos al Agua y Saneamiento - Reflexión Jurídica desde el Derecho Internacional (2004)
- Derecho a la Reparación Integral de Violaciones a los Derechos Humanos. Terrorismo de Estado (2008)
- «El gigante de las aguas del sur» -Aventuras del Pececito Andrés y sus amigos

## Artículos publicados
- La Empresa Pública en el Uruguay - Selección de Fuentes (1977, en colaboración para «Serie Investigaciones», CLAEH, n.º 1)
- La Ciencia Jurídica en el debate sobre las violaciones de los derechos humanos (1987, para «Revista Planes & Programas», n.º 2-3)
- La Desaparición Forzada: Crimen contra la Humanidad (1987, para «La Desaparición - Crimen contra la Humanidad», A.P.D.H., Buenos Aires)
- Aproximación a un Modelo de Análisis Jurídico de la deuda externa. Su importancia en relación con los derechos humanos (1989, para «Revista de IELSUR», No.4)
- La Comisión Interamericana de Derechos Humanos y el Sistema de Protección Regional (1993, para «Impunidad y Derechos Humanos»)